# Clematis peii
Clematis peii är en ranunkelväxtart som beskrevs av L.Xie, W.J.Yang och L.Q.Li. Clematis peii ingår i släktet klematisar, och familjen ranunkelväxter. Inga underarter finns listade i Catalogue of Life.